# 오하라 신호장
오하라 신호장(일본어: 大原信号場)은 일본 후쿠오카현 오고리시에 위치한 아마기 철도 아마기 선의 신호장이다.

## 역사
2004년 3월의 다이아 개정에서 15분 헤드화로 인하여, 2003년 4월에 설치되었다. 땅은 오고리 시가 제공했다.
- 2003년 4월 1일: 개설.

## 구조
일선 스루의 선형으로, 좌측 통행에서 교행이 없는 경우에는 서행하면서 통과한다. 상하행선 간 다소 넓어지고 있지만, 주위는 대부분이 농지이다.
주위 100m권 내 인가는 없다, 서쪽으로는 시 경계를 넘어 규슈 자동차도로 끝까지 농지가 펼쳐진다. 동쪽은 조정지를 두고 오하라의 취락이 있고 그 앞에 육상자위대 오고리 주둔지가 있다.

## 인접역
| 아마기 철도 ■ 아마기 선 | 아마기 철도 ■ 아마기 선 | 아마기 철도 ■ 아마기 선 |
| ----------------------- | ----------------------- | ----------------------- |
| 다테노 기야마 방면      |                         | 오고리 아마기 방면      |